# Nemir
Nemir (ukr. Немир) – wieś na Ukrainie, w obwodzie wołyńskim, w rejonie rożyszczeńskim.